# Iris munzii
Iris munzii är en irisväxtart som beskrevs av Robert Crichton Foster. Iris munzii ingår i släktet irisar, och familjen irisväxter. Inga underarter finns listade i Catalogue of Life.

## Bildgalleri

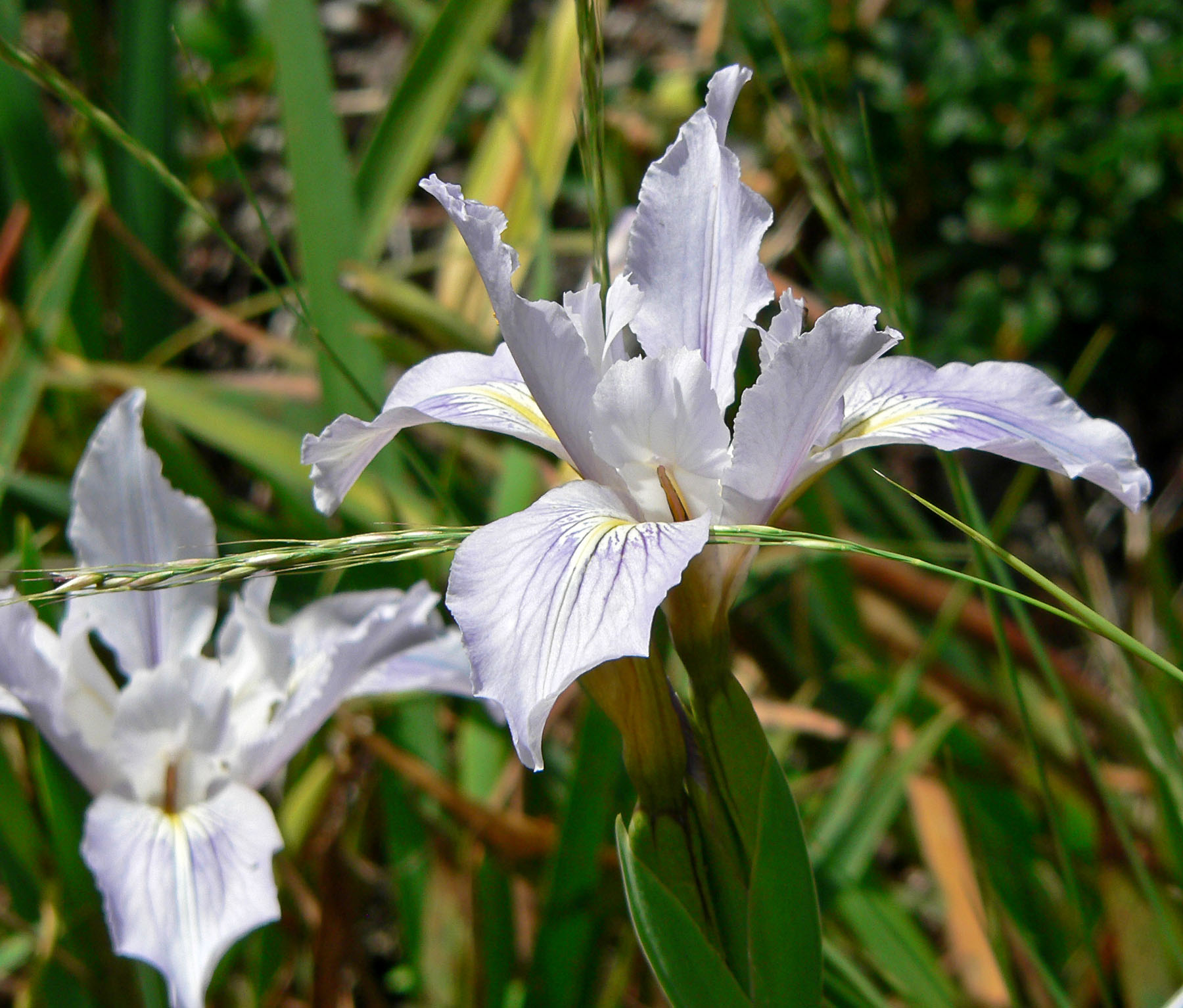